# Def Jam: Fight for NY - The Takeover
Def Jam: Fight for NY - The Takeover est un jeu vidéo de combat sorti uniquement sur PlayStation Portable le 31 août 2006 en Europe. C'est un portage de la version PlayStation 2 de Def Jam: Fight For NY sorti deux ans auparavant dont il reprend les bases. Toutefois de nouveaux combos et coups spéciaux ont été ajoutés à ceux déjà existants.